# Bogdănești (okręg Botoszany)
Bogdănești – wieś w Rumunii, w okręgu Botoszany, w gminie Santa Mare. W 2011 roku liczyła 398 mieszkańców.